# Scaevola chrysopogon
Scaevola chrysopogon är en tvåhjärtbladig växtart som beskrevs av R. Carolin. Scaevola chrysopogon ingår i släktet Scaevola och familjen Goodeniaceae. Inga underarter finns listade i Catalogue of Life.